# Volta à Andaluzia de 2021
A 67.ª edição da competição ciclista Volta à Andaluzia foi uma corrida de ciclismo de estrada por etapas que se celebrou entre 18 e 22 de maio de 2021 na Espanha com início na cidade de La Cala de Mijas e final na cidade de Pulpí, sobre uma distância total de 807,6 quilómetros.
A corrida fez parte do do UCI ProSeries de 2021, calendário ciclístico mundial de segunda divisão, dentro da categoria UCI 2.pro e foi vencida pelo colombiano Miguel Ángel López do Movistar. Completaram o pódio, como segundo e terceiro classificado respectivamente, o neerlandês Antwan Tolhoek do Jumbo-Visma e o espanhol Julen Amezqueta do Caja Rural-Seguros RGA.

## Equipas participantes
Tomaram parte na corrida 16 equipas: 9 de categoria UCI WorldTeam convidados pela organização e 7 de categoria UCI ProTeam. Formaram assim um pelotão de 111 ciclistas dos que acabaram 104. As equipas participantes foram:
| Equipes WorldTeam (9)- Astana-Premier Tech - Team BikeExchange - Deceuninck-Quick Step - Ineos Grenadiers - Israel Start-Up Nation - Jumbo-Visma - Movistar Team - Trek-Segafredo - UAE Team Emirates Equipes ProTeam (7)- Alpecin-Fenix - Burgos-BH - Caja Rural-Seguros RGA - Euskaltel-Euskadi - Gazprom-RusVelo - Equipo Kern Pharma - Sport Vlaanderen-Baloise |
| |

## Percorrido
A Volta à Andaluzia dispôs de cinco etapas dividido em duas etapas escarpadas, duas etapas em média montanha, e uma etapa de alta montanha, para um percurso total de 807,6 quilómetros.
| Etapa | Data    | Percurso                               | type            | Distância (km) | Elevação (m) | Vencedor                  | Líder geral               |
| ----- | ------- | -------------------------------------- | --------------- | -------------- | ------------ | ------------------------- | ------------------------- |
| 1     | 18 mai. | La Cala de Mijas – Zahara de la Sierra | média montanha  | 151,3          | 2 716 m      | Gonzalo Serrano Rodríguez | Gonzalo Serrano Rodríguez |
| 2     | 19 mai. | Iznájar – Alcalá la Real               | média montanha  | 184,64         | 3 746 m      | Ethan Hayter              | Ethan Hayter              |
| 3     | 20 mai. | Beas de Segura – Villarrodrigo         | alta montanha   | 177            | 4 158 m      | Miguel Ángel López        | Miguel Ángel López        |
| 4     | 21 mai. | Baza – Cúllar Vega                     | etapa escarpada | 182,93         | 2 156 m      | André Greipel             | Miguel Ángel López        |
| 5     | 22 mai. | Vera – Pulpí                           | etapa escarpada | 107,26         | 1 171 m      | Ethan Hayter              | Miguel Ángel López        |

## Desenvolvimento da corrida

### 1.ª etapa
| La Cala de Mijas - Zahara de la Sierra | média montanha | (151,3 km) |

| \| Classificação por etapas \| Classificação por etapas \| Classificação por etapas \| Classificação por etapas \| Classificação por etapas \| \| Ciclista \| Ciclista \| Equipe \| Tempo \| \| \| ------------------------ \| ------------------------- \| ------------------------ \| ------------------------ \| ------------------------ \| \| 1. \| Gonzalo Serrano Rodríguez \| Movistar Team \| 3h54m25s \| \| \| 2. \| Orluis Aular \| Caja Rural-Seguros RGA \| + 0s \| \| \| 3. \| Daryl Impey \| Israel Start-Up Nation \| + 0s \| \| \| 4. \| Ethan Hayter \| Ineos Grenadiers \| + 0s \| \| \| 5. \| Robert Stannard \| BikeExchange \| + 3s \| \| \| 6. \| Marco Canola \| Gazprom-RusVelo \| + 3s \| \| \| 7. \| Jefferson Cepeda \| Caja Rural-Seguros RGA \| + 3s \| \| \| 8. \| Toms Skujiņš \| Trek-Segafredo \| + 3s \| \| \| 9. \| Miguel Ángel López \| Movistar Team \| + 3s \| \| \| 10. \| Antwan Tolhoek \| Jumbo-Visma \| + 3s \| \| |                           |                        |          |
| |                           |                        |          |
| Fonte: ProCyclingStats |                           |                        |          |
| Classificação por etapas |                           |                        |          |
| Ciclista | Ciclista                  | Equipe                 | Tempo    |
| 1. | Gonzalo Serrano Rodríguez | Movistar Team          | 3h54m25s |
| 2. | Orluis Aular              | Caja Rural-Seguros RGA | + 0s     |
| 3. | Daryl Impey               | Israel Start-Up Nation | + 0s     |
| 4. | Ethan Hayter              | Ineos Grenadiers       | + 0s     |
| 5. | Robert Stannard           | BikeExchange           | + 3s     |
| 6. | Marco Canola              | Gazprom-RusVelo        | + 3s     |
| 7. | Jefferson Cepeda          | Caja Rural-Seguros RGA | + 3s     |
| 8. | Toms Skujiņš              | Trek-Segafredo         | + 3s     |
| 9. | Miguel Ángel López        | Movistar Team          | + 3s     |
| 10. | Antwan Tolhoek            | Jumbo-Visma            | + 3s     |

| \| Classificação geral \| Classificação geral \| Classificação geral \| Classificação geral \| Classificação geral \| \| Ciclista \| Ciclista \| Equipe \| Tempo \| \| \| ------------------- \| ------------------------- \| ---------------------- \| ------------------- \| ------------------- \| \| 1. \| Gonzalo Serrano Rodríguez \| Movistar Team \| 3h54m25s \| \| \| 2. \| Orluis Aular \| Caja Rural-Seguros RGA \| + 0s \| \| \| 3. \| Daryl Impey \| Israel Start-Up Nation \| + 0s \| \| \| 4. \| Ethan Hayter \| Ineos Grenadiers \| + 0s \| \| \| 5. \| Robert Stannard \| BikeExchange \| + 3s \| \| \| 6. \| Marco Canola \| Gazprom-RusVelo \| + 3s \| \| \| 7. \| Jefferson Cepeda \| Caja Rural-Seguros RGA \| + 3s \| \| \| 8. \| Toms Skujiņš \| Trek-Segafredo \| + 3s \| \| \| 9. \| Miguel Ángel López \| Movistar Team \| + 3s \| \| \| 10. \| Antwan Tolhoek \| Jumbo-Visma \| + 3s \| \| |                           |                        |          |
| |                           |                        |          |
| Fonte: ProCyclingStats |                           |                        |          |
| Classificação geral |                           |                        |          |
| Ciclista | Ciclista                  | Equipe                 | Tempo    |
| 1. | Gonzalo Serrano Rodríguez | Movistar Team          | 3h54m25s |
| 2. | Orluis Aular              | Caja Rural-Seguros RGA | + 0s     |
| 3. | Daryl Impey               | Israel Start-Up Nation | + 0s     |
| 4. | Ethan Hayter              | Ineos Grenadiers       | + 0s     |
| 5. | Robert Stannard           | BikeExchange           | + 3s     |
| 6. | Marco Canola              | Gazprom-RusVelo        | + 3s     |
| 7. | Jefferson Cepeda          | Caja Rural-Seguros RGA | + 3s     |
| 8. | Toms Skujiņš              | Trek-Segafredo         | + 3s     |
| 9. | Miguel Ángel López        | Movistar Team          | + 3s     |
| 10. | Antwan Tolhoek            | Jumbo-Visma            | + 3s     |

### 2.ª etapa
| Iznájar - Alcalá la Real | média montanha | (184,64 km) |

| \| Classificação por etapas \| Classificação por etapas \| Classificação por etapas \| Classificação por etapas \| Classificação por etapas \| \| Ciclista \| Ciclista \| Equipe \| Tempo \| \| \| ------------------------ \| ---------------------------- \| ------------------------ \| ------------------------ \| ------------------------ \| \| 1. \| Ethan Hayter \| Ineos Grenadiers \| 5h04m30s \| \| \| 2. \| Miguel Ángel López \| Movistar Team \| + 7s \| \| \| 3. \| Sven Erik Bystrøm \| UAE Team Emirates \| + 10s \| \| \| 4. \| Carlos Rodríguez \| Ineos Grenadiers \| + 14s \| \| \| 5. \| Julen Amézqueta \| Caja Rural-Seguros RGA \| + 14s \| \| \| 6. \| Jonathan Lastra \| Caja Rural-Seguros RGA \| + 17s \| \| \| 7. \| Robert Stannard \| BikeExchange \| + 18s \| \| \| 8. \| Óscar Rodríguez Garaicoechea \| Astana-Premier Tech \| + 23s \| \| \| 9. \| Toms Skujiņš \| Trek-Segafredo \| + 25s \| \| \| 10. \| Roger Adrià \| Equipo Kern Pharma \| + 25s \| \| |                              |                        |          |
| |                              |                        |          |
| Fonte: ProCyclingStats |                              |                        |          |
| Classificação por etapas |                              |                        |          |
| Ciclista | Ciclista                     | Equipe                 | Tempo    |
| 1. | Ethan Hayter                 | Ineos Grenadiers       | 5h04m30s |
| 2. | Miguel Ángel López           | Movistar Team          | + 7s     |
| 3. | Sven Erik Bystrøm            | UAE Team Emirates      | + 10s    |
| 4. | Carlos Rodríguez             | Ineos Grenadiers       | + 14s    |
| 5. | Julen Amézqueta              | Caja Rural-Seguros RGA | + 14s    |
| 6. | Jonathan Lastra              | Caja Rural-Seguros RGA | + 17s    |
| 7. | Robert Stannard              | BikeExchange           | + 18s    |
| 8. | Óscar Rodríguez Garaicoechea | Astana-Premier Tech    | + 23s    |
| 9. | Toms Skujiņš                 | Trek-Segafredo         | + 25s    |
| 10. | Roger Adrià                  | Equipo Kern Pharma     | + 25s    |

| \| Classificação geral \| Classificação geral \| Classificação geral \| Classificação geral \| Classificação geral \| \| Ciclista \| Ciclista \| Equipe \| Tempo \| \| \| ------------------- \| ------------------------- \| ---------------------- \| ------------------- \| ------------------- \| \| 1. \| Ethan Hayter \| Ineos Grenadiers \| 8h58m55s \| \| \| 2. \| Miguel Ángel López \| Movistar Team \| + 10s \| \| \| 3. \| Sven Erik Bystrøm \| UAE Team Emirates \| + 13s \| \| \| 4. \| Jonathan Lastra \| Caja Rural-Seguros RGA \| + 20s \| \| \| 5. \| Robert Stannard \| BikeExchange \| + 21s \| \| \| 6. \| Carlos Rodríguez \| Ineos Grenadiers \| + 21s \| \| \| 7. \| Gonzalo Serrano Rodríguez \| Movistar Team \| + 25s \| \| \| 8. \| Toms Skujiņš \| Trek-Segafredo \| + 28s \| \| \| 9. \| Antwan Tolhoek \| Jumbo-Visma \| + 28s \| \| \| 10. \| Daryl Impey \| Israel Start-Up Nation \| + 31s \| \| |                           |                        |          |
| |                           |                        |          |
| Fonte: ProCyclingStats |                           |                        |          |
| Classificação geral |                           |                        |          |
| Ciclista | Ciclista                  | Equipe                 | Tempo    |
| 1. | Ethan Hayter              | Ineos Grenadiers       | 8h58m55s |
| 2. | Miguel Ángel López        | Movistar Team          | + 10s    |
| 3. | Sven Erik Bystrøm         | UAE Team Emirates      | + 13s    |
| 4. | Jonathan Lastra           | Caja Rural-Seguros RGA | + 20s    |
| 5. | Robert Stannard           | BikeExchange           | + 21s    |
| 6. | Carlos Rodríguez          | Ineos Grenadiers       | + 21s    |
| 7. | Gonzalo Serrano Rodríguez | Movistar Team          | + 25s    |
| 8. | Toms Skujiņš              | Trek-Segafredo         | + 28s    |
| 9. | Antwan Tolhoek            | Jumbo-Visma            | + 28s    |
| 10. | Daryl Impey               | Israel Start-Up Nation | + 31s    |

### 3.ª etapa
| Beas de Segura - Villarrodrigo | alta montanha | (177 km) |

| \| Classificação por etapas \| Classificação por etapas \| Classificação por etapas \| Classificação por etapas \| Classificação por etapas \| \| Ciclista \| Ciclista \| Equipe \| Tempo \| \| \| ------------------------ \| ---------------------------- \| ------------------------ \| ------------------------ \| ------------------------ \| \| 1. \| Miguel Ángel López \| Movistar Team \| 5h03m26s \| \| \| 2. \| Antwan Tolhoek \| Jumbo-Visma \| + 2s \| \| \| 3. \| James Piccoli \| Israel Start-Up Nation \| + 6s \| \| \| 4. \| Julen Amézqueta \| Caja Rural-Seguros RGA \| + 17s \| \| \| 5. \| Mikel Bizkarra \| Euskaltel-Euskadi \| + 28s \| \| \| 6. \| Héctor Carretero \| Movistar Team \| + 1m25s \| \| \| 7. \| Carlos Rodríguez \| Ineos Grenadiers \| + 1m29s \| \| \| 8. \| Toms Skujiņš \| Trek-Segafredo \| + 1m29s \| \| \| 9. \| Jonathan Lastra \| Caja Rural-Seguros RGA \| + 1m41s \| \| \| 10. \| Óscar Rodríguez Garaicoechea \| Astana-Premier Tech \| + 2m07s \| \| |                              |                        |          |
| |                              |                        |          |
| Fonte: ProCyclingStats |                              |                        |          |
| Classificação por etapas |                              |                        |          |
| Ciclista | Ciclista                     | Equipe                 | Tempo    |
| 1. | Miguel Ángel López           | Movistar Team          | 5h03m26s |
| 2. | Antwan Tolhoek               | Jumbo-Visma            | + 2s     |
| 3. | James Piccoli                | Israel Start-Up Nation | + 6s     |
| 4. | Julen Amézqueta              | Caja Rural-Seguros RGA | + 17s    |
| 5. | Mikel Bizkarra               | Euskaltel-Euskadi      | + 28s    |
| 6. | Héctor Carretero             | Movistar Team          | + 1m25s  |
| 7. | Carlos Rodríguez             | Ineos Grenadiers       | + 1m29s  |
| 8. | Toms Skujiņš                 | Trek-Segafredo         | + 1m29s  |
| 9. | Jonathan Lastra              | Caja Rural-Seguros RGA | + 1m41s  |
| 10. | Óscar Rodríguez Garaicoechea | Astana-Premier Tech    | + 2m07s  |

| \| Classificação geral \| Classificação geral \| Classificação geral \| Classificação geral \| Classificação geral \| \| Ciclista \| Ciclista \| Equipe \| Tempo \| \| \| ------------------- \| ---------------------------- \| ---------------------- \| ------------------- \| ------------------- \| \| 1. \| Miguel Ángel López \| Movistar Team \| 14h02m31s \| \| \| 2. \| Antwan Tolhoek \| Jumbo-Visma \| + 20s \| \| \| 3. \| Julen Amézqueta \| Caja Rural-Seguros RGA \| + 55s \| \| \| 4. \| Carlos Rodríguez \| Ineos Grenadiers \| + 1m40s \| \| \| 5. \| Toms Skujiņš \| Trek-Segafredo \| + 1m47s \| \| \| 6. \| James Piccoli \| Israel Start-Up Nation \| + 1m50s \| \| \| 7. \| Jonathan Lastra \| Caja Rural-Seguros RGA \| + 1m51s \| \| \| 8. \| Mikel Bizkarra \| Euskaltel-Euskadi \| + 1m52s \| \| \| 9. \| Ethan Hayter \| Ineos Grenadiers \| + 2m13s \| \| \| 10. \| Óscar Rodríguez Garaicoechea \| Astana-Premier Tech \| + 2m40s \| \| |                              |                        |           |
| |                              |                        |           |
| Fonte: ProCyclingStats |                              |                        |           |
| Classificação geral |                              |                        |           |
| Ciclista | Ciclista                     | Equipe                 | Tempo     |
| 1. | Miguel Ángel López           | Movistar Team          | 14h02m31s |
| 2. | Antwan Tolhoek               | Jumbo-Visma            | + 20s     |
| 3. | Julen Amézqueta              | Caja Rural-Seguros RGA | + 55s     |
| 4. | Carlos Rodríguez             | Ineos Grenadiers       | + 1m40s   |
| 5. | Toms Skujiņš                 | Trek-Segafredo         | + 1m47s   |
| 6. | James Piccoli                | Israel Start-Up Nation | + 1m50s   |
| 7. | Jonathan Lastra              | Caja Rural-Seguros RGA | + 1m51s   |
| 8. | Mikel Bizkarra               | Euskaltel-Euskadi      | + 1m52s   |
| 9. | Ethan Hayter                 | Ineos Grenadiers       | + 2m13s   |
| 10. | Óscar Rodríguez Garaicoechea | Astana-Premier Tech    | + 2m40s   |

### 4.ª etapa
| Baza - Cúllar Vega | etapa escarpada | (182,93 km) |

| \| Classificação por etapas \| Classificação por etapas \| Classificação por etapas \| Classificação por etapas \| Classificação por etapas \| \| Ciclista \| Ciclista \| Equipe \| Tempo \| \| \| ------------------------ \| ------------------------ \| ------------------------ \| ------------------------ \| ------------------------ \| \| 1. \| André Greipel \| Israel Start-Up Nation \| 4h37m12s \| \| \| 2. \| Álvaro Hodeg \| Deceuninck-Quick Step \| + 0s \| \| \| 3. \| Mads Pedersen \| Trek-Segafredo \| + 0s \| \| \| 4. \| Alexander Kristoff \| UAE Team Emirates \| + 0s \| \| \| 5. \| Alex Kirsch \| Trek-Segafredo \| + 0s \| \| \| 6. \| Rick Zabel \| Israel Start-Up Nation \| + 0s \| \| \| 7. \| Enrique Sanz \| Equipo Kern Pharma \| + 0s \| \| \| 8. \| Ethan Hayter \| Ineos Grenadiers \| + 0s \| \| \| 9. \| Alexander Konychev \| BikeExchange \| + 0s \| \| \| 10. \| Tobias Bayer \| Alpecin-Fenix \| + 0s \| \| |                    |                        |          |
| |                    |                        |          |
| Fonte: ProCyclingStats |                    |                        |          |
| Classificação por etapas |                    |                        |          |
| Ciclista | Ciclista           | Equipe                 | Tempo    |
| 1. | André Greipel      | Israel Start-Up Nation | 4h37m12s |
| 2. | Álvaro Hodeg       | Deceuninck-Quick Step  | + 0s     |
| 3. | Mads Pedersen      | Trek-Segafredo         | + 0s     |
| 4. | Alexander Kristoff | UAE Team Emirates      | + 0s     |
| 5. | Alex Kirsch        | Trek-Segafredo         | + 0s     |
| 6. | Rick Zabel         | Israel Start-Up Nation | + 0s     |
| 7. | Enrique Sanz       | Equipo Kern Pharma     | + 0s     |
| 8. | Ethan Hayter       | Ineos Grenadiers       | + 0s     |
| 9. | Alexander Konychev | BikeExchange           | + 0s     |
| 10. | Tobias Bayer       | Alpecin-Fenix          | + 0s     |

| \| Classificação geral \| Classificação geral \| Classificação geral \| Classificação geral \| Classificação geral \| \| Ciclista \| Ciclista \| Equipe \| Tempo \| \| \| ------------------- \| ---------------------------- \| ---------------------- \| ------------------- \| ------------------- \| \| 1. \| Miguel Ángel López \| Movistar Team \| 18h39m43s \| \| \| 2. \| Antwan Tolhoek \| Jumbo-Visma \| + 20s \| \| \| 3. \| Julen Amézqueta \| Caja Rural-Seguros RGA \| + 55s \| \| \| 4. \| Carlos Rodríguez \| Ineos Grenadiers \| + 1m40s \| \| \| 5. \| Toms Skujiņš \| Trek-Segafredo \| + 1m47s \| \| \| 6. \| Jonathan Lastra \| Caja Rural-Seguros RGA \| + 1m51s \| \| \| 7. \| James Piccoli \| Israel Start-Up Nation \| + 1m58s \| \| \| 8. \| Ethan Hayter \| Ineos Grenadiers \| + 2m13s \| \| \| 9. \| Mikel Bizkarra \| Euskaltel-Euskadi \| + 2m20s \| \| \| 10. \| Óscar Rodríguez Garaicoechea \| Astana-Premier Tech \| + 2m48s \| \| |                              |                        |           |
| |                              |                        |           |
| Fonte: ProCyclingStats |                              |                        |           |
| Classificação geral |                              |                        |           |
| Ciclista | Ciclista                     | Equipe                 | Tempo     |
| 1. | Miguel Ángel López           | Movistar Team          | 18h39m43s |
| 2. | Antwan Tolhoek               | Jumbo-Visma            | + 20s     |
| 3. | Julen Amézqueta              | Caja Rural-Seguros RGA | + 55s     |
| 4. | Carlos Rodríguez             | Ineos Grenadiers       | + 1m40s   |
| 5. | Toms Skujiņš                 | Trek-Segafredo         | + 1m47s   |
| 6. | Jonathan Lastra              | Caja Rural-Seguros RGA | + 1m51s   |
| 7. | James Piccoli                | Israel Start-Up Nation | + 1m58s   |
| 8. | Ethan Hayter                 | Ineos Grenadiers       | + 2m13s   |
| 9. | Mikel Bizkarra               | Euskaltel-Euskadi      | + 2m20s   |
| 10. | Óscar Rodríguez Garaicoechea | Astana-Premier Tech    | + 2m48s   |

### 5.ª etapa
| Vera - Pulpí | etapa escarpada | (107,26 km) |

| \| Classificação por etapas \| Classificação por etapas \| Classificação por etapas \| Classificação por etapas \| Classificação por etapas \| \| Ciclista \| Ciclista \| Equipe \| Tempo \| \| \| ------------------------ \| ---------------------------- \| ------------------------ \| ------------------------ \| ------------------------ \| \| 1. \| Ethan Hayter \| Ineos Grenadiers \| 2h27m12s \| \| \| 2. \| Philipp Walsleben \| Alpecin-Fenix \| + 0s \| \| \| 3. \| Toms Skujiņš \| Trek-Segafredo \| + 0s \| \| \| 4. \| Miguel Ángel López \| Movistar Team \| + 0s \| \| \| 5. \| Sven Erik Bystrøm \| UAE Team Emirates \| + 0s \| \| \| 6. \| Gonzalo Serrano Rodríguez \| Movistar Team \| + 0s \| \| \| 7. \| Óscar Rodríguez Garaicoechea \| Astana-Premier Tech \| + 0s \| \| \| 8. \| Antwan Tolhoek \| Jumbo-Visma \| + 0s \| \| \| 9. \| Tsgabu Grmay \| BikeExchange \| + 0s \| \| \| 10. \| Carlos Rodríguez \| Ineos Grenadiers \| + 3s \| \| |                              |                     |          |
| |                              |                     |          |
| Fonte: ProCyclingStats |                              |                     |          |
| Classificação por etapas |                              |                     |          |
| Ciclista | Ciclista                     | Equipe              | Tempo    |
| 1. | Ethan Hayter                 | Ineos Grenadiers    | 2h27m12s |
| 2. | Philipp Walsleben            | Alpecin-Fenix       | + 0s     |
| 3. | Toms Skujiņš                 | Trek-Segafredo      | + 0s     |
| 4. | Miguel Ángel López           | Movistar Team       | + 0s     |
| 5. | Sven Erik Bystrøm            | UAE Team Emirates   | + 0s     |
| 6. | Gonzalo Serrano Rodríguez    | Movistar Team       | + 0s     |
| 7. | Óscar Rodríguez Garaicoechea | Astana-Premier Tech | + 0s     |
| 8. | Antwan Tolhoek               | Jumbo-Visma         | + 0s     |
| 9. | Tsgabu Grmay                 | BikeExchange        | + 0s     |
| 10. | Carlos Rodríguez             | Ineos Grenadiers    | + 3s     |

## Classificações finais
- As classificações finalizaram da seguinte forma:

### Classificação geral
| \| Classificação geral \| Classificação geral \| Classificação geral \| Classificação geral \| Classificação geral \| \| Ciclista \| Ciclista \| Equipe \| Tempo \| \| \| ------------------- \| ---------------------------- \| ---------------------- \| ------------------- \| ------------------- \| \| 1. \| Miguel Ángel López \| Movistar Team \| 21h06m55s \| \| \| 2. \| Antwan Tolhoek \| Jumbo-Visma \| + 20s \| \| \| 3. \| Julen Amézqueta \| Caja Rural-Seguros RGA \| + 1m10s \| \| \| 4. \| Carlos Rodríguez \| Ineos Grenadiers \| + 1m43s \| \| \| 5. \| Toms Skujiņš \| Trek-Segafredo \| + 1m47s \| \| \| 6. \| Jonathan Lastra \| Caja Rural-Seguros RGA \| + 2m06s \| \| \| 7. \| Ethan Hayter \| Ineos Grenadiers \| + 2m13s \| \| \| 8. \| James Piccoli \| Israel Start-Up Nation \| + 2m24s \| \| \| 9. \| Mikel Bizkarra \| Euskaltel-Euskadi \| + 2m44s \| \| \| 10. \| Óscar Rodríguez Garaicoechea \| Astana-Premier Tech \| + 2m48s \| \| |                              |                        |           |
| |                              |                        |           |
| Fonte: ProCyclingStats |                              |                        |           |
| Classificação geral |                              |                        |           |
| Ciclista | Ciclista                     | Equipe                 | Tempo     |
| 1. | Miguel Ángel López           | Movistar Team          | 21h06m55s |
| 2. | Antwan Tolhoek               | Jumbo-Visma            | + 20s     |
| 3. | Julen Amézqueta              | Caja Rural-Seguros RGA | + 1m10s   |
| 4. | Carlos Rodríguez             | Ineos Grenadiers       | + 1m43s   |
| 5. | Toms Skujiņš                 | Trek-Segafredo         | + 1m47s   |
| 6. | Jonathan Lastra              | Caja Rural-Seguros RGA | + 2m06s   |
| 7. | Ethan Hayter                 | Ineos Grenadiers       | + 2m13s   |
| 8. | James Piccoli                | Israel Start-Up Nation | + 2m24s   |
| 9. | Mikel Bizkarra               | Euskaltel-Euskadi      | + 2m44s   |
| 10. | Óscar Rodríguez Garaicoechea | Astana-Premier Tech    | + 2m48s   |

### Classificação da montanha
| Classificação da montanha | Classificação da montanha | Classificação da montanha | Classificação da montanha | Classificação da montanha |
| Ciclista                  | Ciclista                  | Equipe                    | Pontos                    |                           |
| ------------------------- | ------------------------- | ------------------------- | ------------------------- | ------------------------- |
| 1.                        | Luis Ángel Maté           | Euskaltel-Euskadi         | 33 pts                    |                           |
| 2.                        | Rui Oliveira              | UAE Team Emirates         | 27 pts                    |                           |
| 3.                        | Thomas Sprengers          | Sport Vlaanderen-Baloise  | 15 pts                    |                           |
| 4.                        | Héctor Carretero          | Movistar Team             | 12 pts                    |                           |
| 5.                        | Álvaro Cuadros            | Caja Rural-Seguros RGA    | 11 pts                    |                           |
| 6.                        | Miguel Ángel López        | Movistar Team             | 10 pts                    |                           |
| 7.                        | Urko Berrade              | Equipo Kern Pharma        | 8 pts                     |                           |
| 8.                        | Nikita Stalnow            | Astana-Premier Tech       | 8 pts                     |                           |
| 9.                        | Antonio Jesús Soto        | Euskaltel-Euskadi         | 8 pts                     |                           |
| 10.                       | Julen Amézqueta           | Caja Rural-Seguros RGA    | 7 pts                     |                           |

### Classificação dos pontos
| Classificação por pontos | Classificação por pontos     | Classificação por pontos | Classificação por pontos | Classificação por pontos |
| Ciclista                 | Ciclista                     | Equipe                   | Pontos                   |                          |
| ------------------------ | ---------------------------- | ------------------------ | ------------------------ | ------------------------ |
| 1.                       | Ethan Hayter                 | Ineos Grenadiers         | 76 pts                   |                          |
| 2.                       | Miguel Ángel López           | Movistar Team            | 66 pts                   |                          |
| 3.                       | Gonzalo Serrano Rodríguez    | Movistar Team            | 40 pts                   |                          |
| 4.                       | Toms Skujiņš                 | Trek-Segafredo           | 39 pts                   |                          |
| 5.                       | Antwan Tolhoek               | Jumbo-Visma              | 38 pts                   |                          |
| 6.                       | Sven Erik Bystrøm            | UAE Team Emirates        | 33 pts                   |                          |
| 7.                       | Carlos Rodríguez             | Ineos Grenadiers         | 29 pts                   |                          |
| 8.                       | Julen Amézqueta              | Caja Rural-Seguros RGA   | 26 pts                   |                          |
| 9.                       | André Greipel                | Israel Start-Up Nation   | 25 pts                   |                          |
| 10.                      | Óscar Rodríguez Garaicoechea | Astana-Premier Tech      | 23 pts                   |                          |

### Classificação por equipas
| Classificação por equipes | Classificação por equipes | Classificação por equipes | Classificação por equipes |
| Equipe                    | Equipe                    | Tempo                     |                           |
| ------------------------- | ------------------------- | ------------------------- | ------------------------- |
| 1.                        | Caja Rural-Seguros RGA    | 56h04m30s                 |                           |
| 2.                        | Movistar Team             | + 37s                     |                           |
| 3.                        | Ineos Grenadiers          | + 5m56s                   |                           |
| 4.                        | Trek-Segafredo            | + 6m17s                   |                           |
| 5.                        | Team BikeExchange         | + 7m04s                   |                           |
| 6.                        | Astana-Premier Tech       | + 9m06s                   |                           |
| 7.                        | Jumbo-Visma               | + 9m16s                   |                           |
| 8.                        | Euskaltel-Euskadi         | + 10m53s                  |                           |
| 9.                        | Burgos-BH                 | + 14m58s                  |                           |
| 10.                       | Israel Start-Up Nation    | + 17m28s                  |                           |

## Evolução das classificações
| Etapa                 | Vencedor              | Classificação geral | Classificação da montanha | Classificação dos pontos | Classificação das metas volantes | Classificação por equipas |
| --------------------- | --------------------- | ------------------- | ------------------------- | ------------------------ | -------------------------------- | ------------------------- |
| 1.ª                   | Gonzalo Serrano       | Gonzalo Serrano     | Rui Oliveira              | Gonzalo Serrano          | Thomas Sprengers                 | Caja Rural-Seguros RGA    |
| 2.ª                   | Ethan Hayter          | Ethan Hayter        | Rui Oliveira              | Ethan Hayter             | Aaron Van Poucke                 | Caja Rural-Seguros RGA    |
| 3.ª                   | Miguel Ángel López    | Miguel Ángel López  | Rui Oliveira              | Miguel Ángel López       | Thomas Sprengers                 | Caja Rural-Seguros RGA    |
| 4.ª                   | André Greipel         | Miguel Ángel López  | Luis Ángel Matei          | Miguel Ángel López       | Thomas Sprengers                 | Caja Rural-Seguros RGA    |
| 5.ª                   | Ethan Hayter          | Miguel Ángel López  | Luis Ángel Matei          | Ethan Hayter             | Thomas Sprengers                 | Movistar                  |
| Classificações finais | Classificações finais | Miguel Ángel López  | Luis Ángel Matei          | Ethan Hayter             | Thomas Sprengers                 | Movistar                  |

## UCI World Ranking
A Volta à Andaluzia outorgou pontos para o UCI World Ranking para corredores das equipas nas categorias UCI WorldTeam, UCI ProTeam e Continental. As seguintes tabelas são o barómetro de pontuação e os 10 corredores que obtiveram mais pontos:
| Posição             | 1.º | 2.º | 3.º | 4.º | 5.º | 6.º | 7.º | 8.º | 9.º | 10.º | 11.º | 12.º | 13.º | 14.º | 15.º | 16.º-30.º | 31.º-40.º |
| Classificação geral | 200 | 150 | 125 | 100 | 85  | 70  | 60  | 50  | 40  | 35   | 30   | 25   | 20   | 15   | 10   | 5         | 3         |
| Por etapa           | 20  | 10  | 5   |     |     |     |     |     |     |      |      |      |      |      |      |           |           |
| Líder               | 5   |     |     |     |     |     |     |     |     |      |      |      |      |      |      |           |           |

| Classificação |                    |                        |       |       |       |       |
| Posição       | Ciclista           | Equipa                 | Geral | Etapa | Líder | Total |
| ------------- | ------------------ | ---------------------- | ----- | ----- | ----- | ----- |
| 1.º           | Miguel Ángel López | Movistar               | 200   | 30    | 10    | 240   |
| 2.º           | Antwan Tolhoek     | Jumbo-Visma            | 150   | 10    | -     | 160   |
| 3.º           | Julen Amezqueta    | Caja Rural-Seguros RGA | 125   | -     | -     | 125   |
| 4.º           | Ethan Hayter       | Ineos Grenadiers       | 60    | 40    | 5     | 105   |
| 5.º           | Carlos Rodríguez   | Ineos Grenadiers       | 100   | -     | -     | 100   |
| 6.º           | Toms Skujiņš       | Trek-Segafredo         | 85    | 5     | -     | 90    |
| 7.º           | Jonathan Lastra    | Caja Rural-Seguros RGA | 70    | -     | -     | 70    |
| 8.º           | James Piccoli      | Israel Start-Up Nation | 50    | 5     | -     | 55    |
| 9.º           | Mikel Bizkarra     | Euskaltel-Euskadi      | 40    | -     | -     | 40    |
| 10.º          | Óscar Rodríguez    | Astana-Premier Tech    | 35    | -     | -     | 35    |